# 홈 포 더 할리데이 (1995년 영화)
《홈 포 더 할리데이》(영어: Home for the Holidays)는 미국에서 제작된 조디 포스터 감독의 1995년 가족 코미디 드라마 영화이다. 홀리 헌터 등이 출연하였고, 페기 라이스키 등이 제작에 참여하였다.

## 출연진
- 홀리 헌터
- 로버트 다우니 주니어
- 앤 밴크로프트
- 찰스 더닝
- 딜런 맥더멋
- 제럴딘 채플린
- 스티브 구튼버그
- 신시아 스티븐슨
- 클레어 데인스
- 오스틴 펜들턴
- 에이미 얘즈벡
- 데이비드 스트러세언
- 에밀리 앤 로이드
- 잭 두헤임
- 랜디 스톤
- 숀 해터시

## 기타 제작진
- 배역: 에이비 코프먼
- 미술: 앤드루 매캘핀
- 세트: 바버라 드레이크
- 의상: 수전 라이올

## 반응
리뷰 애그리게이터 웹사이트 로튼 토마토에서 평론가 리뷰 50편을 바탕으로 64%의 지지도를 얻었다. 메타크리틱에서는 평론가 리뷰 15편에 기반해 100점 만점에 56점을 받았으며 종합적으로 “평균 혹은 혼재된” 상태로 나타났다.